# روجر فريد
روجر فريد (بالإنجليزية: Roger Freed)‏ هو لاعب كرة قاعدة أمريكي، ولد في 2 يونيو 1946 في لوس أنجلوس في الولايات المتحدة، وتوفي في 9 يناير 1996 في تشينو في الولايات المتحدة.

## وصلات خارجية
- روجر فريد على موقع دوري كرة القاعدة الرئيسي (الإنجليزية)
- روجر فريد على موقعبيزبول رفرنس.كوم (الدوري الرئيسي) (الإنجليزية)
- روجر فريد على موقعبيزبول رفرنس.كوم (الدوري الثانوي) (الإنجليزية)
- روجر فريد على موقع إي إس بي إن.كوم (أم.أل.بي) (الإنجليزية)
- روجر فريد على موقع مشجعي الرسوم البيانية (الإنجليزية)